# 尼基諾奧莫

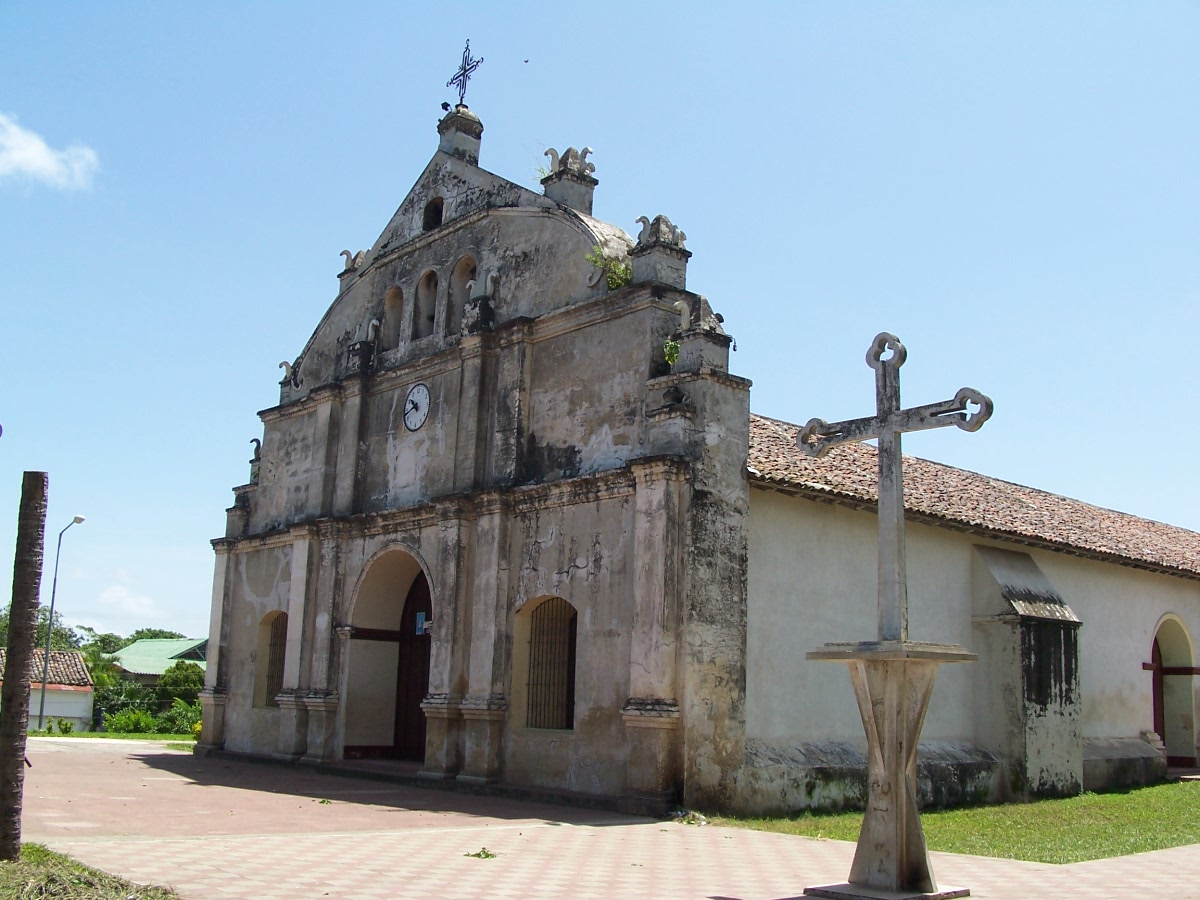
尼基諾奧莫的聖安妮教堂

尼基諾奧莫（西班牙語：Niquinohomo），是尼加拉瓜的城鎮，位於該國西部，由馬薩亞省負責管轄，面積32平方公里，海拔高度447米，2005年人口14,847，人口密度每平方公里463.97人。
11°54′N 86°06′W / 11.900°N 86.100°W